# Kubanka

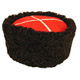
Eine Kubanka

Die Kubanka ist eine in Russland und im Donbass verbreitete traditionelle Kopfbedeckung. Sie ist eine verkürzte Form der Papacha.

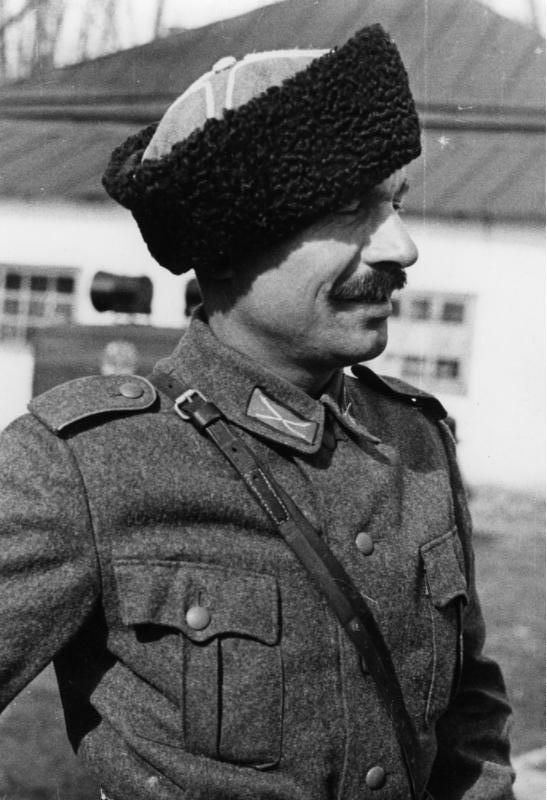
Russischer Kosak (1942)

Ursprünglich war diese Mütze bei den Kubankosaken verbreitet. Im Ersten Weltkrieg und im Russischen Bürgerkrieg fand sie eine viel größere Verbreitung. Insbesondere im Russischen Bürgerkrieg war sie sowohl in der Roten, als auch in der Weißen Armee beliebt. Zur besseren Unterscheidung von Freund und Feind haben sie die Rotarmisten gern mit einem roten diagonalen Band getragen, die Weißgardisten mit einer Kokarde. In der Sowjetunion war sie in verschiedenen Zeitperioden auch Bestandteil der Uniformen der Miliz und der NKWD-Mitarbeiter. Sie wurden neben den berittenen Kosakenverbänden auch von Kosaken-Infanterie-Einheiten der Roten Armee (sogenannten Plastuns) im Zweiten Weltkrieg anstelle der Uschanka getragen. Bei Kosakenverbänden der Wehrmacht war die zaristische Papacha verbreiteter. Im Konflikt in der Ostukraine wird sie seit 2014 von den Vertretern der Volkswehr der Volksrepublik Donezk und der Volksrepublik Lugansk verwendet.